# Komar (lớp tàu tên lửa)
Tàu tên lửa project 183R lớp Komar được Liên Xô thiết kế và đóng trong những năm 1950 -1960, dành cho nhiệm vụ duy nhất tấn công tiêu diệt chiến hạm bằng tên lửa hành trình chống tàu. Đây là tàu tên lửa đầu tiên trên thế giới và cũng là tàu tên lửa đầu tiên mà Hải quân nhân dân Việt Nam được tiếp nhận .

## Thiết kế
Tàu có lượng giãn nước 61,5 tấn(tiêu chuẩn), 66,5 tấn (đầy tải), dài 25,4m, thủy thủ đoàn 17 người (3 sĩ quan). Tàu trang bị động cơ diesel tốc độ tối đa 44 hải lý/giờ.
Tàu Komar được trang bị với hai ống phóng ngư lôi 533 mm hoặc 2 tên lửa hành trình đối hạm P-15 Termit (NATO gọi là SS-N-2A Styx), một tháp pháo 2 nòng cỡ 25mm (1.000 viên đạn), radar MR-331. Tên lửa có thân hình trụ, mũi hình tròn, giữa thân có 2 cánh tam giác lớn và 3 cánh lái ở đuôi.Các thiết bị điện tử trong tên lửa dựa trên thiết kế tín hiệu đơn giản với cảm biến radar hình nón . Tàu có thể phóng tên lửa trong điều kiện sóng biển cấp 4. Khi phóng tên lửa, tàu Komar phải chạy tốc độ trên 15 hải lý/giờ.
Trước khi phóng, đài radar MR-331 sẽ quét, khóa mục tiêu. Ở pha giữa, tên lửa hành trình bay tự động (cách mặt biển 100-300m), pha cuối, cách mục tiêu 11 km, cảm biến radar kích hoạt từ tìm mục tiêu tấn công. Với đầu đạn hình phễu nặng gần 500 kg, P-15 Termit có khả năng đánh chìm tàu chiến cỡ lớn. Trong tác chiến, tàu Komar có thể độc lập hoặc đi theo đội hình cùng tấn công mục tiêu lớn với sự yểm trợ không quân, không ở lại trên biển hơn một ngày hoặc lâu hơn tránh thời tiết xấu.

## Sử dụng trên thế giới
Tổng cộng có 112 tàu tên lửa Komar được hạ thủy và hoạt động trong Hải quân Liên Xô và đồng minh .

### Một số trận đánh
Năm 1967, tàu tên lửa Project 183R Komar của Hải quân Ai Cập đã đánh chìm tàu chiến Eilat của Hải quân Israel. Sự kiện này gây ra cú sốc trên thế giới khi một tàu chiến dài gần 100m, lượng giãn nước gần 2.000 tấn bị đánh chìm bởi tàu nhỏ hơn nhiều lần.
Năm 1971, Trong cuộc chiến giữ Ấn Độ - Pakistan, 2 tàu tên lửa cỡ nhỏ của Ấn Độ đã phóng 4 quả P-15 Termit đánh chìm một tàu quét mìn và một tàu khu trục lượng giãn nước 3.290 tấn của Hải quân Pakistan.

## Sử dụng tại Việt Nam
Tháng 12 năm 1972, Quân đội nhân dân Việt Nam được tiếp nhận 4 tàu chiến cỡ nhỏ project 183R lớp Komar từ Liên Xô nhằm phục vụ cho cuộc chiến với Mỹ. Toàn bộ tàu được biên chế vào Tiểu đoàn 136, Trung đoàn 172 (sau này là Lữ đoàn 172). Đây là những tàu tên lửa đầu tiên của Hải quân Việt Nam.
Ngay trong năm này, tình báo Mỹ nhanh chóng xác định việc Liên Xô trang bị loại tàu tên lửa nguy hiểm này cho Hải quân Nhân dân Việt Nam. Quân đội Mỹ lo ngại về sự an toàn của các chiến hạm của mình đang hoạt động trên Vịnh Bắc Bộ để trinh sát miền Bắc Việt Nam.